# William Taramai
William Taramai, född 23 april 1961, är en friidrottare från Cooköarna. Han deltog vid olympiska sommarspelen 1988.